# Розарно
Розарно (італ. Rosarno, сиц. Rosarnu) — муніципалітет в Італії, у регіоні Калабрія,  метрополійне місто Реджо-Калабрія‎. Антична назва — Медма.
Розарно розташоване на відстані близько 480 км на південний схід від Рима, 70 км на південний захід від Катандзаро, 55 км на північний схід від Реджо-Калабрії.
Населення — 14 949 осіб (2014).

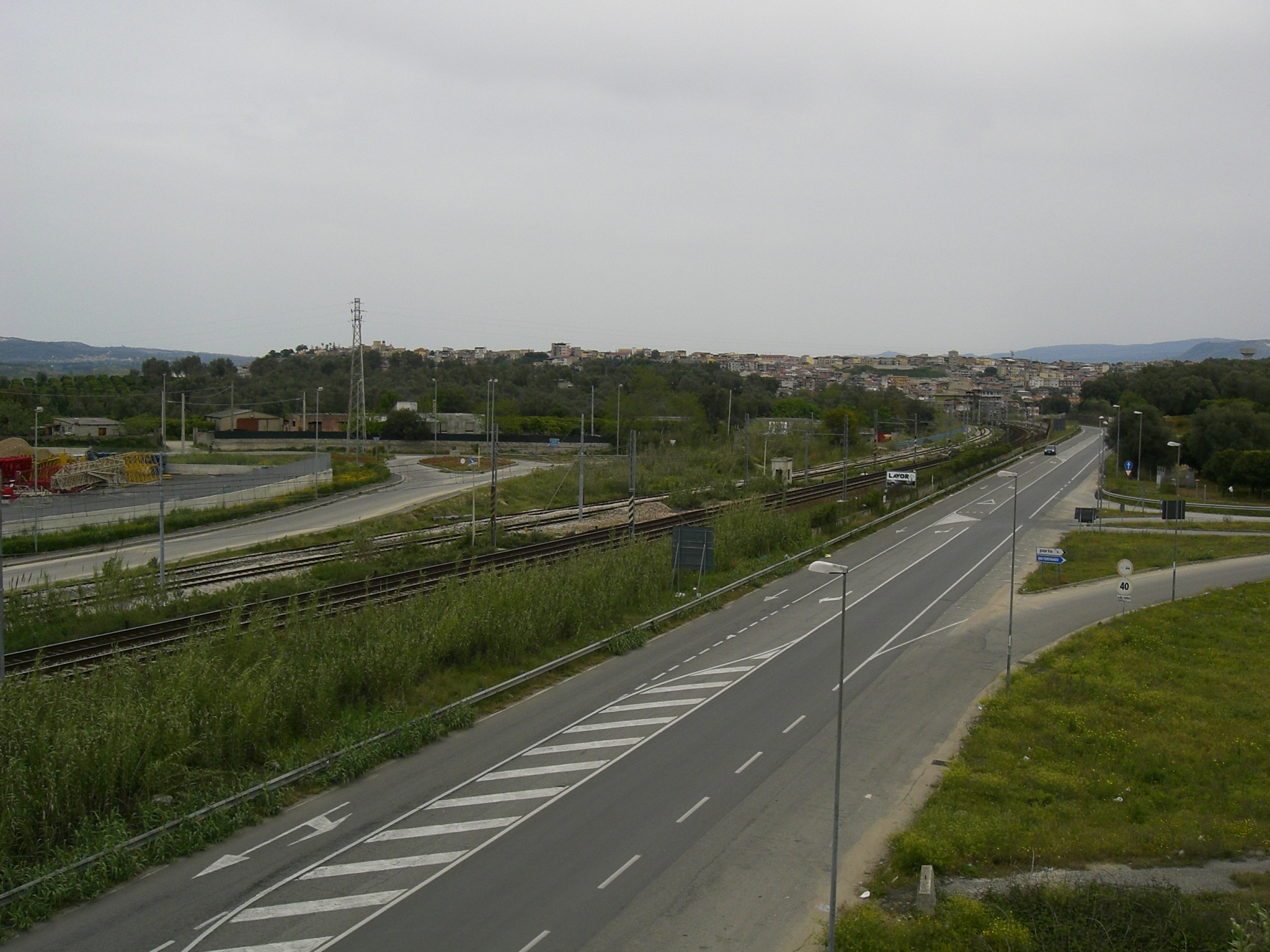

Щорічний фестиваль відбувається 24 червня. Покровитель — святий Іван Хреститель.

## Демографія
Населення за роками:

Станом на 1 січня 2023 року в муніципалітеті офіційно проживало 1058 іноземців з 37 країн, серед них 580 громадян країн Євросоюзу та 61 громадянин України.

## Сусідні муніципалітети
- Кандідоні
- Читтанова
- Феролето-делла-К'єза
- Джоя-Тауро
- Лауреана-ді-Боррелло
- Мелікукко
- Нікотера
- Рицциконі
- Сан-Фердінандо